# Trust (gruppo musicale canadese)
Trust (talvolta scritto TR/ST) è un gruppo di musica synthpop canadese formatosi nel 2010 a Toronto. Attualmente Robert Alfons è l'unico membro stabile, avvalendosi della collaborazione di Anne Gauthier e Esther Munits per le esibizioni live.

## Storia
La band nasce dall'incontro fra Robert Alfons e Maya Postepski (membro della band Austra), avvenuto alla fine del 2009, che ha portato alla sua formazione nel gennaio 2010.
Nel 2011 pubblicano il singolo Candy Walls con la Sacred Bones Records di Brooklyn. Lo stesso anno, sulla base di questa release, firmano per l'etichetta discografica Arts & Crafts, con la quale rilasciano il loro primo album TRST  il 28 febbraio 2012. Contemporaneamente all'uscita dell'album di debutto, Maya Postepski abbandona il progetto per concentrarsi sugli Austra.
Il 4 marzo 2014 viene rilasciato il secondo album Joyland.

## Discografia

### Album in studio
- 2012 - TRST
- 2014 - Joyland
- 2019 - The Destroyer-1
- 2019 - The Destroyer-2
- 2024 - Performance

### Singoli
- 2011 - Candy Walls
- 2011 - Bulbform
- 2012 - Sulk
- 2012 - Dressed for Space
- 2013 - Heaven
- 2014 - Rescue, Mister
- 2014 - Capitol
- 2014 - Are We Arc?